# Raybeats
The Raybeats est un groupe américain de rock instrumental, originaire de New York.

## Histoire
Les Raybeats se forment en 1979, réunis par George Scott. Il avait travaillé avec Jody Harris et Don Christensen dans James Chance and the Contortions, ainsi qu'avec Pat Irwin de 8-Eyed Spy. Lorsque Scott meurt d'une overdose le 5 août 1980, il est remplacé par Danny Amis. Amis part au printemps 1982, après quoi les Raybeats engagent plusieurs bassistes à louer, dont David Hofstra, Bobby Albertson et Gene Holder. Amis formera ensuite Los Straitjackets.
Avec Amis, les Raybeats enregistrent un EP intitulé Roping Wild Bears, sorti en 1981. Plus tard cette année-là, ils enregistrent et sortent un album complet intitulé Guitar Beat produit par Martin Rushent. Il contient dix morceaux originaux, ainsi qu'une reprise de B-Gas Rickshaw de Jan Berry. Après le départ d'Amis en 1982, les Raybeats enregistrent un autre album, It's Only A Movie!, sorti chez Shanachie Records en 1983. Ils se séparent en 1984.
En 1990, Christensen, Harris et Irwin se réunissent à nouveau, donnant un concert-bénéfice pour la Brooklyn Academy of Music, Jared Nickerson joue de la basse.
Le 21 août 2010, Pat Irwin, Jody Harris, Don Christensen et Gail Ann Dorsey à la basse accompagnent Adele Bertei (Contortions/The Bloods) au Joe's Pub de Greenwich Village. Ils jouent un autre spectacle le 25 août 2010 au Bowery Electric. À l'affiche figurent également Faith ainsi que Command V, un groupe composé de Pat Irwin, Cynthia Sley (Bush Tetras) et de la cinéaste Rachel Dengiz. Le 29 juin 2011, les Raybeats sont la tête d'affiche d'un concert-bénéfice au Maxwell's à Hoboken (New Jersey), collectant des fonds pour couvrir les frais médicaux de l'ancien bassiste Danny Amis, à qui on avait diagnostiqué un myélome multiple ; Steve Almaas, anciennement de The Suicide Commandos et Beat Rodeo, tient la basse.

## Discographie
- Roping Wild Bears EP (Don't Fall Off the Mountain \ Beggars Banquet 1981)
- Guitar Beat (Don't Fall Off the Mountain [UK] \ PVC/Passport Records [US] 1981)
- It's Only A Movie! (Shanachie 1983)
- The Lost Philip Glass Sessions (Orange Mountain Music 2013)